# Äkta haverrot

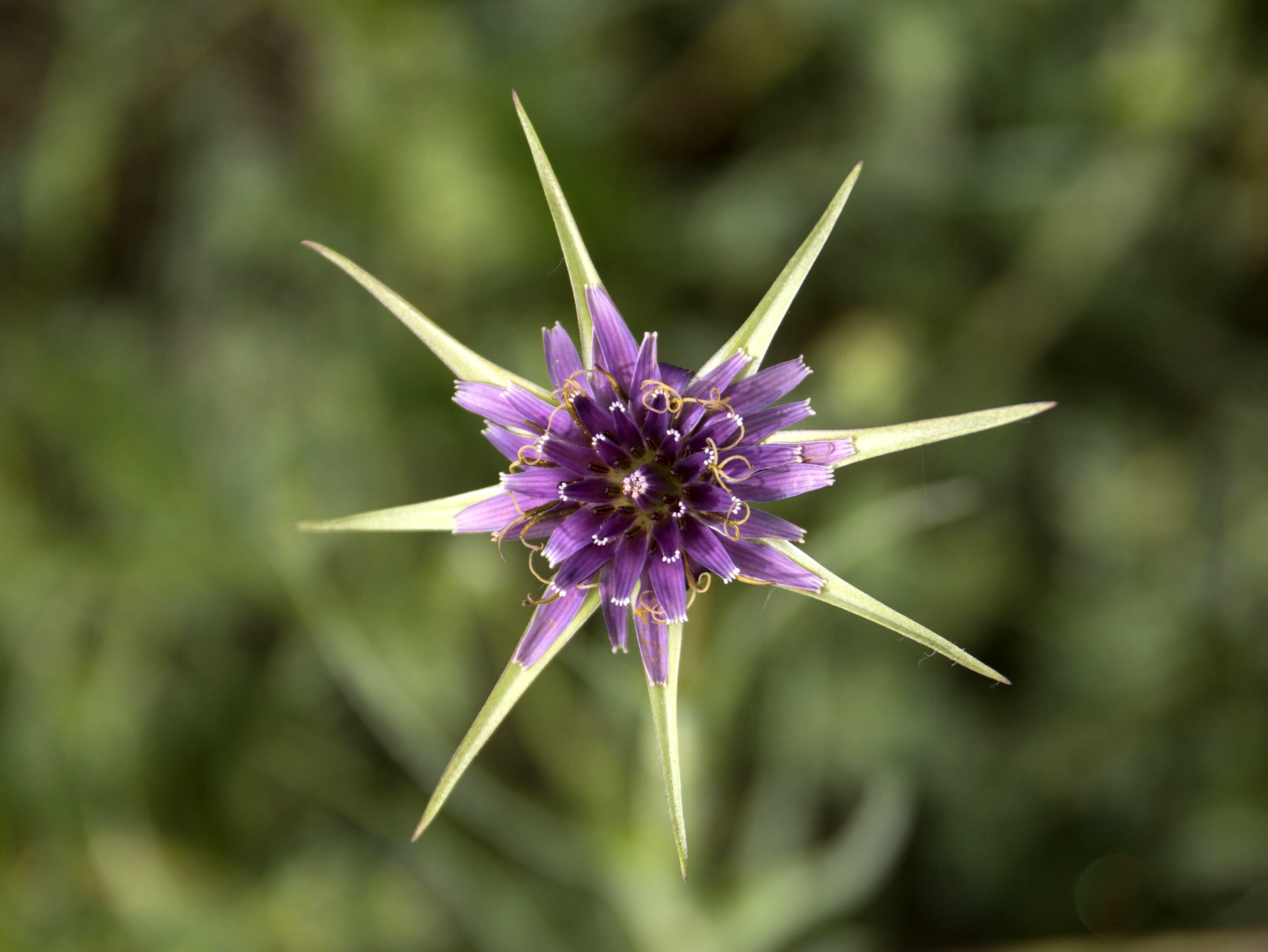
Tragopogon porrifolius

Äkta haverrot (Tragopogon porrifolius) är en växtart i familjen korgblommiga växter. 
Haverroten stammar ursprungligen från medelhavsländerna men introducerades i Sverige som trädgårdsväxt på 1700-talet. Den har kallats vegetariskt ostron. Det är i första hand roten som skördas, men även de späda bladen går att äta.